# (30596) Amdeans
(30596) Amdeans est un astéroïde de la ceinture principale.

## Description
(30596) Amdeans est un astéroïde de la ceinture principale. Il fut découvert le 17 août 2001 à Socorro (Nouveau-Mexique) par le projet LINEAR. Il présente une orbite caractérisée par un demi-grand axe de 2,21 UA, une excentricité de 0,20 et une inclinaison de 3,5° par rapport à l'écliptique.

## Compléments